# Otto Hecht
Otto Hecht (* 26. April 1900 in Ulm; † 17. November 1973 in Mexiko-Stadt) war ein deutscher Entomologe.

## Leben und Wirken
Otto Hecht war der Sohn des praktischen Arztes Ludwig Hecht und Rosa Hecht, geborene Thalmessinger. Er studierte Zoologie und Chemie an der Universität München. Nach der Promotion zum Dr. phil. 1923 ging er nach Landsberg am Lech, wo er in einem Agrarversuchslabor Arbeit fand. Später ging er in die Tschechoslowakei, wo er in der chemischen Industrie arbeitete, gefolgt von einer Stelle bei der Firma Tesch und Stabenow Internationale Gesellschaft für Schädlingsbekämpfung in Hamburg. Das Institut für Schiffs- und Tropenkrankheiten beschäftigte ihn ab 1927 als wissenschaftlichen Assistenten in der entomologischen Abteilung.
Während der Zeit des Nationalsozialismus galt Hecht als „Nichtarier“. Das Institut entließ ihn aus diesem Grund Ende Juli 1933. Hecht emigrierte mit seiner Familie nach Palästina. Bis Dezember 1936 war er in der entomologischen Abteilung der Landwirtschaftlichen Versuchsstation in Rechovot tätig, die von der Jewish Agency betrieben wurde. Im Januar 1937 wechselte er als Forschungsstipendiat an die Hebräische Universität Jerusalem. Hier arbeitete er bis Juni 1940 in der Abteilung für experimentelle Pathologie. Anschließend forschte er für die venezolanische Regierung in mehreren befristeten Projekten. Eine Schädlingsbekämpfungsfirma in Mexiko-Stadt beschäftigte Hecht ab August 1945 als Biologe. Außerdem übernahm er eine Lehrstelle an der Technischen Hochschule Angewandte Entomologie. Von 1956 bis 1960 hatte er die Leitung der entomologischen Forschungsgruppe für die Kampagne zur Ausrottung der Malaria inne. 1961 erhielt er eine Professur für Allgemeine und Medizinische Entomologie an der Biologischen Fakultät der Technischen Hochschule Mexikos.
Die Bundesrepublik Deutschland gewährte ihm als Wiedergutmachung 1956 rückwirkend ab dem 1. April 1951 die Rechtsstellung eines Abteilungsvorstehers a. D. am Hamburger Tropeninstitut. Später wurde er auch finanziell entschädigt.